# Welterbe in Österreich
Zum Welterbe in Österreich gehören (Stand 2021) zwölf UNESCO-Welterbestätten, darunter elf Stätten des Weltkulturerbes und eine Stätte des Weltnaturerbes.
Mit der Auszeichnung verpflichtet sich – wie bei den anderen UNESCO-Kultur-und-Naturerbe-Programmen – der Heimatstaat, im Dienste der Weltgemeinschaft für die „Erhaltung und Verfügbarkeit“ der jeweiligen Stätte zu sorgen.
Österreich hat die Welterbekonvention 1992 ratifiziert, die ersten zwei Welterbestätten wurden 1996 in die Welterbeliste aufgenommen. Die bislang letzte Welterbestätte wurde 2021 eingetragen, eine Stätte steht auf der Roten Liste des gefährdeten Welterbes.

## Welterbestätten
Die folgende Tabelle listet die UNESCO-Welterbestätten in Österreich in chronologischer Reihenfolge nach dem Jahr ihrer Aufnahme in die Welterbeliste (K – Kulturerbe, N – Naturerbe, K/N – gemischt, (G) – auf der Liste des gefährdeten Welterbes).
| Bild                                                                          | Bezeichnung                                                                    | Jahr | Typ   | Ref. | Beschreibung |
| ----------------------------------------------------------------------------- | ------------------------------------------------------------------------------ | ---- | ----- | ---- | --- |
| Salzachufer, Kuppel des Doms, Feste Salzburg (weitere Bilder)                 | Historisches Zentrum der Stadt Salzburg (Lage)                                 | 1996 | K     | 784  | Salzburg, die Residenzstadt des Fürsterzbistums gleichen Namens und Heimat Wolfgang Amadeus Mozarts hat nach wie vor ein weltweit bedeutendes Kulturleben (Salzburger Festspiele). Geschlossenes Ensemble vom Mittelalter bis in die Neuzeit mit der Festung Hohensalzburg und den Prunkbauten sowie zahlreiche Plätze des italienischen Barock als Leitbauten. |
| Schloss von der Gloriette (von S) gesehen (weitere Bilder)                    | Schloss und Park von Schönbrunn (Lage)                                         | 1996 | K     | 786  | Sommerresidenz der Habsburger seit dem 18. Jahrhundert. Eine der kulturhistorisch und künstlerisch bedeutendsten spätbarocken Anlagen Europas, mit dem weltweit ersten Zoo (1752) ein Musterbeispiel eines Gesamtkunstwerks der Repräsentationsarchitektur. Die Schlossanlage mit Park in ihrer heutigen Form wurde ab 1743 unter Maria Theresia ausgebaut und war bis Mitte des 19. Jahrhunderts Sommerresidenz der römisch-deutschen und später österreichischen Kaiser. Die Schlossanlage ist die größte in Österreich. Der zugehörige Park umfasst 160 ha.                                           |
| Blick von Norden auf Hallstatt (weitere Bilder)                               | Kulturlandschaft Hallstatt–Dachstein/Salzkammergut (Lage)                      | 1997 | K     | 806  | Seit der Vorgeschichte historische Kulturlandschaft im Salzkammergut. Der Hallstätter Salzberg ist Hauptfundort der Hallstattkultur. Das Salzkammergut war bis in das 19. Jahrhundert als wirtschaftliche Kernressource der Habsburgermonarchie Staatsdomäne. Geprägt ist der Kern der Region, das Innere Salzkammergut, von pittoresken Bergstöcken und alpinen Seen. Der Ort Hallstatt weist durch die Platznot am Hallstättersee eine einzigartige Architektur auf. Das Dachsteinmassiv, eine von alters her bewirtschafte Almenregion, bildet auch eine der Pionierregionen des modernen Alpinismus. |
| Rumplergrabenviadukt (weitere Bilder)                                         | Semmeringbahn (Lage)                                                           | 1998 | K     | 785  | Hochalpine, 41 km lange Trasse der Eisenbahn von Wien an die Adria, 1848–1854 als technische Pionierleistung erbaut. Der Sommerfrischeort Semmering war ab 1841 der höchste auf Schienen erreichbare Punkt der Welt. Die Strecke mit ihren zahlreichen Viadukten, Tunnels und Nebenbauten ist bis heute großteils original erhalten und in Vollbetrieb. |
| Grazer Innenstadt zwischen Stadtpark und Schloßberg, von NNO (weitere Bilder) | Stadt Graz – Historisches Zentrum und Schloss Eggenberg (Lage)                 | 1999 | K     | 931  | Graz, die alte Residenzstadt der Herzöge Innerösterreichs, hat ein Stadtbild, das seit dem Mittelalter die wichtigsten Architekturstile abbildet. Besonders bedeutend sind der Grazer Schloßberg und die geschlossene Dachlandschaft. Im Jahr 2010 um das Schloss Eggenberg (Lage), eine fürstliche Residenz vor den Toren der alten Stadt, erweitert. |
| (weitere Bilder)                                                              | Kulturlandschaft Wachau (Lage)                                                 | 2000 | K     | 970  | Das Donautal zwischen Melk und Krems ist seit der Altsteinzeit kultiviert (Venus von Willendorf) und weist eine besonders pittoreske, vom Weinbau geprägte vielfältige Landschaftsstruktur mit bedeutenden Kulturdenkmälern auf, insbesondere mittelalterlichen Ruinen und den Klöstern Melk und Göttweig. Der Erhalt der charakteristischen Landschaft und Lebensart ist zentrales Anliegen der 13 Wachaugemeinden. |
| Neusiedler See im Winter (weitere Bilder)                                     | Kulturlandschaft Fertő/Neusiedler See (Lage)                                   | 2001 | K     | 772  | Das Kulterbe umfasst Mitteleuropas größten Steppensee, mit zahlreichen Nebenseen. Die Region ist seit der Vorgeschichte Schnittpunkt verschiedener Kulturen und zeichnet sich durch ihre Vielfalt an bedeutenden Naturräumen, landwirtschaftlichen Gebieten mit Weinbau, alten Siedlungsstätten, darunter die Kleinstadt Rust mit ihrem geschlossenen Stadtbild, und Landpalästen des 18. und 19. Jahrhunderts aus. |
| Am Hof (weitere Bilder)                                                       | Historisches Zentrum von Wien (Lage)                                           | 2001 | K (G) | 1033 | Die alte Residenzstadt der Kaiser des Heiligen Römischen Reiches und der Habsburgermonarchie, heute Hauptstadt Österreichs, ist ein Zentrum europäischen Geistes- und Kulturlebens. Die Innenstadt ist eines der geschlossensten Stadtdenkmäler Europas, reich an sakralen, politischen und kulturellen Repräsentationsbauten. Geprägt ist sie vom historistischen Ringstraßenstil des 19. Jahrhunderts. Wegen eines Hochhausprojekts auf dem Heumarkt wurde die Stätte 2017 auf der Roten Liste eingetragen.                                                                                            |
| Pfahlbaustation bei See am Mondsee (weitere Bilder)                           | Prähistorische Pfahlbauten um die Alpen                                        | 2011 | K     | 1363 | Zahlreiche Pfahlbausiedlungen an Seen, Flüssen und Feuchtgebieten im Alpenraum zwischen 5000 und 500 vor Christus bilden einen wichtigen Aspekt der Kulturbildung und Kultivierung Europas im Neolithikum und der Bronzezeit. Grenzüberschreitendes Welterbe mit insgesamt 111 Pfahlbaufundstellen, 5 davon in Österreich, die Leitbauten der Mondseekultur am Mondsee und Attersee im Salzkammergut sowie am Keutschacher See in Kärnten |
| Buchenwälder im Reichraminger Hintergebirge (weitere Bilder)                  | Alte Buchenwälder und Buchenurwälder der Karpaten und anderer Regionen Europas | 2017 | N     | 1133 | Reste der nacheiszeitlichen Primärurwälder Europas mit der Rotbuche als Dominanzpflanze. In Österreich: Wildnisgebiet Dürrenstein, Österreichs einziges Ia-Schutzgebiet (strengstes Reservat), und Kernbereiche im Nationalpark Kalkalpen |
| Heidentor in Carnuntum (weitere Bilder)                                       | Grenzen des Römischen Reichs – Donaulimes (westliches Segment) (Lage)          | 2021 | K     | 1608 | Zum 1. Februar 2018 wurde ein gemeinsamer Antrag Deutschlands, Österreichs, der Slowakei und Ungarns eingereicht, das Welterbe Grenzen des römischen Reichs um den Donaulimes zu erweitern. Dieser bildet jedoch nun eine eigene Welterbestätte. |
| Baden bei Wien (weitere Bilder)                                               | Bedeutende Kurstädte Europas (Lage)                                            | 2021 | K     | 1613 | Vertreter der großbürgerlichen Bade- und Kur-Kultur des 19. Jahrhunderts als Wurzel des Tourismus als weltweites Phänomen wie auch moderner Gesundheitsvorsorge und dem Urlaub als Konzept. Die transnationale Welterbestätte gemeinsam mit Belgien, Deutschland, Frankreich, Italien, Tschechien und dem Vereinigten Königreich enthält aus Österreich Baden bei Wien, den mondänen Vorort der Hauptstadt des Kaiserreichs. |

## Tentativliste
In der Tentativliste sind die Stätten eingetragen, die für eine Nominierung zur Aufnahme in die Welterbeliste vorgesehen sind.

### Aktuelle Welterbekandidaten
Mit Stand 2025 sind zwei Stätten in der Tentativliste von Österreich eingetragen, die letzte Veränderung erfolgte im Januar 2025.
Die folgende Tabelle listet die Stätten in chronologischer Reihenfolge nach dem Jahr ihrer Aufnahme in die Tentativliste.
| Bild               | Bezeichnung                                                | Jahr | Typ | Ref. | Beschreibung |
| ------------------ | ---------------------------------------------------------- | ---- | --- | ---- | --- |
| Altstadt von Steyr | Die Eisenstraße mit dem Erzberg und der Altstadt von Steyr | 2002 | K/N | 20   | Der seit der Frühen Neuzeit bestehende Eisenbergbau und die Kleineisenindustrie der Umgebung war die „Waffenkammer der Habsburger“. Sie zieht sich von der Industriestadt Leoben über den Erzberg und Hieflau bis zur historischen Industrie- und Handelsstadt Steyr, der ersten „Hauptstadt“ der Steiermark im Mittelalter, mit ihrer mittelalterlich bis barocken Kern- und Brückenstadt. Die Eisenstraße ist eine der wichtigen Industrielandschaften Europas, geprägt durch die inneralpine Lage.                                                                     |
| (weitere Bilder)   | Großglockner-Hochalpenstraße (Lage)                        | 2016 | K   | 6074 | Herausragendes Beispiel einer schon mit Hinblick auf den Tourismus erbauten Hochgebirgsstraße, 1935 fertiggestellt. Zentrales Element ist die Kaiser-Franz-Josefs-Höhe mit Blick auf den Großglockner, Österreichs höchstem Berg. Die Kombination der landschaftlich sanften Trassierung wie auch der intensiven Nutzung von 1 Million Besucher jährlich mit dem umgebenden Nationalpark Hohe Tauern (Tentativliste Nr. 1645) ist weltweit einzigartig. Der Bau der Straße gilt auch als Meilenstein der jungen österreichischen Republik. Stätte ist für 2026 nominiert. |

### Ehemalige Welterbekandidaten
Diese Stätten standen früher auf der Tentativliste, wurden jedoch wieder zurückgezogen oder von der UNESCO abgelehnt. Stätten, die in anderen Einträgen auf der Tentativliste enthalten oder Bestandteile von Welterbestätten sind, werden hier nicht berücksichtigt.
| Bild                                             | Bezeichnung                                    | Jahr      | Typ | Ref. | Beschreibung |
| ------------------------------------------------ | ---------------------------------------------- | --------- | --- | ---- | --- |
| (weitere Bilder)                                 | Altstadt von Hall in Tirol (Lage)              | 1994–2013 | K   | 21   | Hall in Tirol wurde 1303 zur Stadt erhoben und verdankte seine wirtschaftliche Bedeutung vor allem der Salzgewinnung. 1477 wurde die landesfürstliche Münzstätte Tirols nach Hall verlegt. Die Altstadt ist als kleine gotische Stadt erhalten. Seit 2013 steht nur noch die Münze Hall auf der Tentativliste (Ref. 5801).                                                                           |
| Kaiservilla Bad Ischl (weitere Bilder)           | Bedeutende Kurorte Europas                     | 2014–2016 | K   | 5930 | Transnationaler Vorschlag enthält seit 2016 nicht mehr Bad Ischl, die „Kaiserstadt“ als Sommerfrische. |
| (weitere Bilder)                                 | Bregenzerwald (Lage)                           | 1994–2025 | K   | 27   | Traditionelles alpines Bauernland mit bis heute erhaltener Siedlungsstruktur und eigenständiger Lebensart, mit dem Bregenzerwälderhaus als charakteristische Bauform. |
| (weitere Bilder)                                 | Stift Kremsmünster (Lage)                      | 1994–2025 | K   | 28   | Charakteristisches Beispiel benediktischer Spiritualität. Im 8. Jahrhundert gegründet, Anlage des 17. und 18. Jahrhunderts im Sinne des aufgeklärten Barock, mit bedeutender Kunstsammlung. |
| (weitere Bilder)                                 | Stift Heiligenkreuz (Lage)                     | 1994–2025 | K   | 30   | Das Zisterzienserkloster hat als eines von wenigen Klöstern in Europa eine seit dem 12. Jahrhundert geschlossene Tradition und gilt als Musterbeispiel der Traditionspflege. Grablege der frühen Markgrafen und Herzöge von Österreich, der Babenberger, heute theologische Hochschule. Die Anlage vereint Romanik, Gotik und Barock.                                                                |
| (weitere Bilder)                                 | Burg Hochosterwitz (Lage)                      | 1994–2025 | K   | 31   | Prachtvollste mittelalterliche Burganlage Österreichs. Seit 1571 in Besitz einer Familie, und auch Zeugnis der Reformation in Österreich. |
| (weitere Bilder)                                 | Dom zu Gurk (Lage)                             | 1994–2025 | K   | 32   | Bedeutsamste erhaltene romanische Kirchenanlage Österreich. Gegründet im 11. Jahrhundert, in den Türkenkriegen zur Wehranlage umgebaut. Reicher romanischer und barocker Schmuck. |
| Innsbrucker Altstadt mit Blick auf die Nordkette | Kulturlandschaft Innsbruck–Nordkette/Karwendel | 2002–2025 | K/N | 19   | Innsbruck, eine Herzogsstadt der Renaissance, ist eine der wenigen großen Alpenstädte. Besonderheit ist die enge Verbindung von urbaner Kultur und hochalpinem Raum, wozu die Inntalkette des Karwendelgebirges (wegen ihrer Lage nördlich von Innsbruck „Nordkette“ genannt) gehört. Der Alpenpark Karwendel gehört zu den wichtigsten Großschutzgebieten der Alpen.                                |
| (weitere Bilder)                                 | Nationalpark Hohe Tauern                       | 2003–2025 | N   | 1645 | Eines der bedeutendsten Großschutzgebiete des alpinen Hochgebirgsraumes, mit bäuerlichem Kultur- und Almenland bis hin zu hochalpiner Urlandschaft. Durch die Kernzone zieht sich eine bedeutende Panoramastraße, die Großglockner-Hochalpenstraße (Tentativliste Nr. 6074). |
| Burg Hasegg                                      | Hall in Tirol – Die Münze                      | 2013–2025 | K   | 5801 | Hall in Tirol hat seit 1477 eine Münzstätte, in der 1486 die Prägung der ersten Silbermünze erfolgte, des Guldiners Sigismunds des Münzreichen. 1567 wurde die Münzstätte in die Burg Hasegg verlegt, wo das erste Mal eine maschinelle Münzprägung durch Walzenprägung vorgenommen wurde. 1809 wurde die Münzprägung eingestellt. 1975 wurde die Münze Hall als Museum „Alte Münze“ wiedereröffnet. |